# 内特·布莱克韦尔
纳撒尼尔·布莱克韦尔（英語：Nathaniel Blackwell，1965年2月15日—），美国NBA联盟前职业篮球运动员。他在1987年的NBA选秀中第2轮第4顺位被圣安东尼奥马刺选中。